# Син-Хакусима (станция)

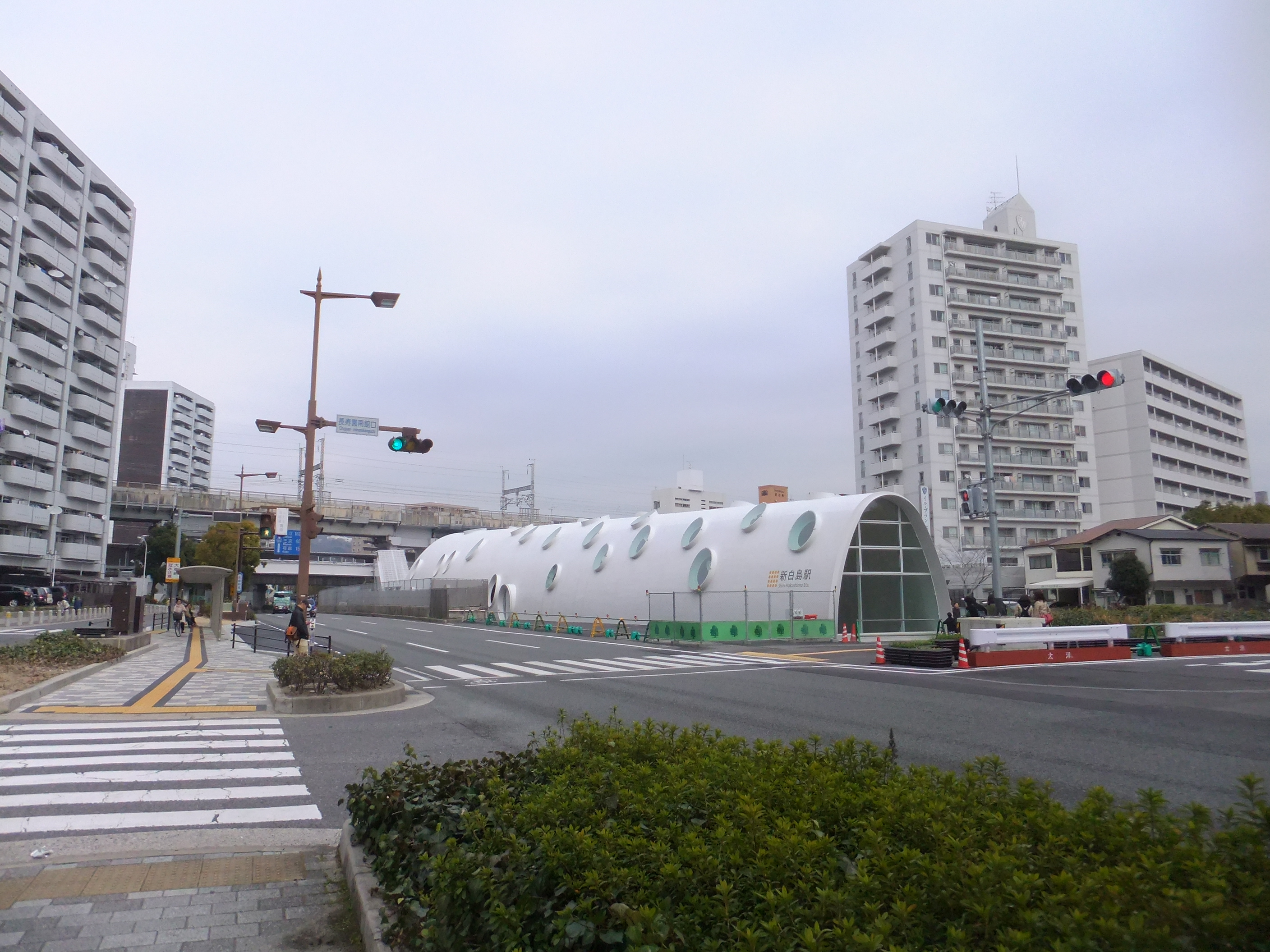
Вход на станцию

Станция Син-Хакусима (яп. 新白島駅 Син-Хакусима эки) железнодорожная станция на линии Астрам-лайн расположенная в районе Нака, Хиросима. Островная станция с одной платформой. Станция была открыта 14 марта 2015 года. На станции установлены платформенные раздвижные двери.

## История
Открыта 14 марта 2015 года.

## Близлежащие станции
| «       |  | Линия             |  | »        |
| ------- |  | ----------------- |  | -------- |
| Дзёхоку |  | Линия Астрам-лайн |  | Хакусима |